# Palazzo Zane Collalto

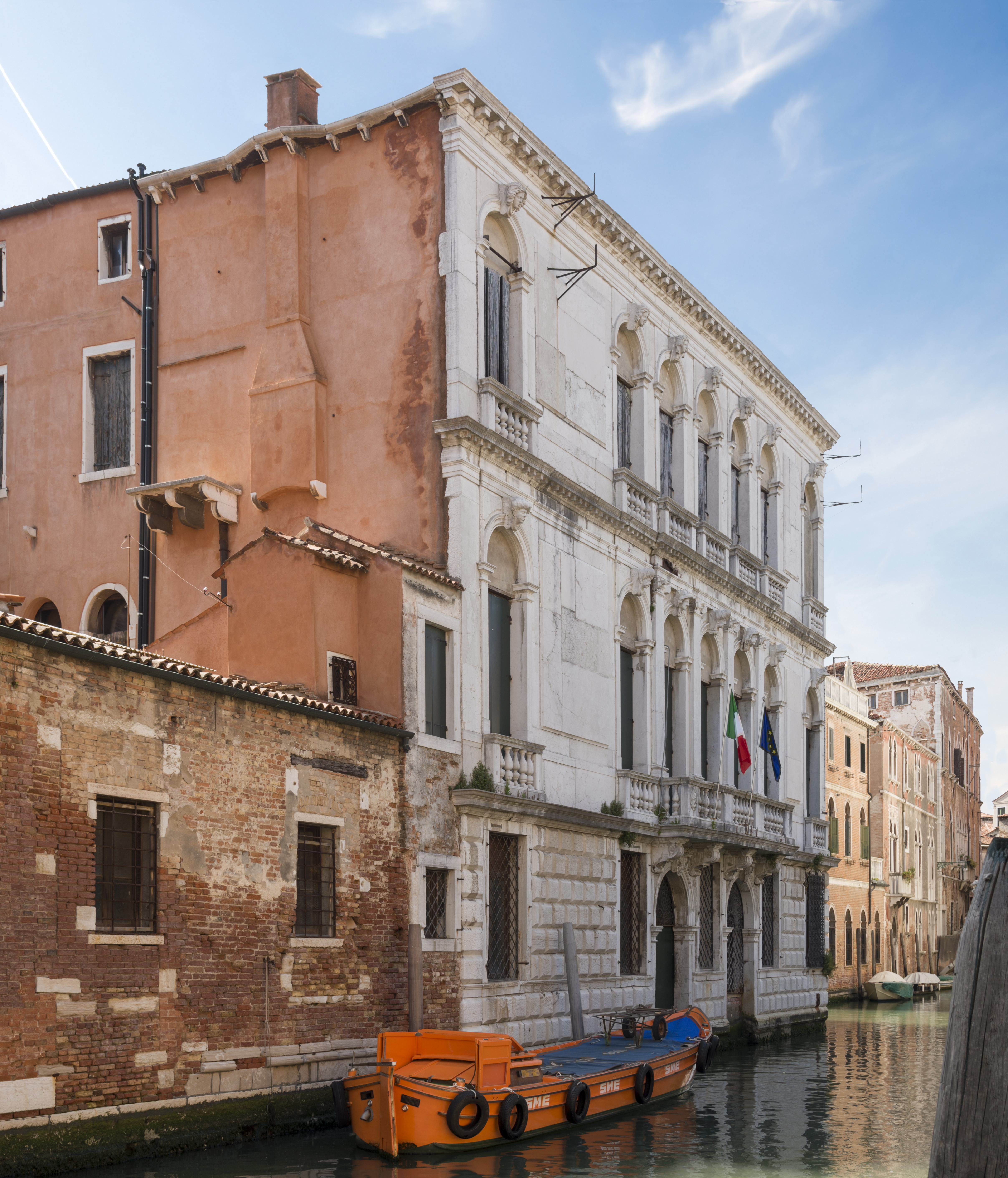
Palazzo Zane Collalto

Palazzo Zane Collalto ist ein Palast in Venedig in der italienischen Region Venetien. Er liegt im Sestiere San Polo mit Blick auf den Rio di Sant’Agostin.

## Geschichte
Der Palast wurde 1665 vom bekannten Architekten Baldassare Longhena begonnen und nach dessen Tod von Antonio Gaspari im Auftrag der Familie Zane fertiggestellt. 1783 übernahm ihn die Familie Collalto.
Die Familie Zane war eine der reichsten Familiendynastien im Venedig des 16. Jahrhunderts. Longhena entwarf eine Fassade, die aber in einem geringeren Umfang an einige formale Lösungen anderer Fassaden desselben Architekten erinnerte. Insbesondere betrifft dies die Fenstereinteilung, die der der Ca’ Pesaro, einem weiteren bekannten Werk von Longhena, gleicht.
Derzeit ist in dem gut erhaltenen Gebäude eine Schule untergebracht. Die Provinz Venetien hat sich in den letzten Jahren um die Erhaltung eines Teils gekümmert.
Eine wichtige Restaurierung betraf den Palazzetto Bru Zane, ein Nebengebäude des Komplexes, aber sehr charakteristisch. Es handelt sich dabei um ein Gebäude im schönen Garten aus dem 17. Jahrhundert, in dem ein Kasino für Glücksspiel und eine Familienbibliothek untergebracht waren. Heute ist dort eine Stiftung für romantische, französische Musik untergebracht und das Gebäude ist öffentlich zugänglich.

## Beschreibung
Die in weißem, istrischem Kalkstein verkleidete Fassade des Palazzo Zane Collalto hat ein Erdgeschoss und darüber zwei Hauptgeschosse.
Auf der linken Seite der Fassade schließen sich die Reste eines früheren, kleineren Gebäudes mit zwei Stockwerken an. Die Fassade ist symmetrisch und hat zwei breite Rundbogenportale zum Wasser.
Darüber liegen die beiden Hauptgeschosse, deren edelste Elemente die beiden Fünffach-Rundbogenfenster sind, die in der Mitte liegen und alle ein großes Maskaron auf dem Schlussstein haben, ein Element, das auch die beinen Einzelfenster an den Seiten ziert, von denen sich das mittlere Element durch Baluster unterscheidet. Die im ersten Obergeschoss springen hervor, während die auf der zweiten Ebene fassadengleich sind.
Wichtig in der Zusammenstellung des Bauwerks ist auch der Garten aus dem 17. Jahrhundert, der hinter das Hauptgebäude gesetzt wurde und über ein Portal zum Wasser zugänglich ist. Im Garten ist das Kasino des Ca‘ Zane untergebracht, ein Gebäude, das dem Spiel und der Etüde dient, mit einem Ballsaal im Erdgeschoss und fein dekorierten und mit Fresken versehenen Zimmern. Die Fresken werden Sebastiano Ricci zugeschrieben.